# Bradley Randle
Bradley I. Randle (Anaheim, 17 settembre 1990) è un giocatore di football americano statunitense che gioca nel ruolo di running back ed è attualmente free agent. Non selezionato nell'ambito del Draft NFL 2013, fu in seguito ingaggiato dai Minnesota Vikings della National Football League. Al college ha giocato a football presso l'Università del Nevada a Las Vegas.

## Carriera universitaria
Dopo aver frequentato la Vista Murrieta High School, Randle decise di giocare per i Rebels della University of Nevada-Las Vegas, presso i quali il primo anno fu redshirt e pertanto non disputò incontri ufficiali con la squadra di football. Nel suo anno da sophomore disputò tutti e 13 gli incontri stagionali senza tuttavia scendere mai in campo come titolare. Randle fu impiegato sia nelle corse (109 yard e 1 touchdown) sia nelle ricezioni (11 yard) ma fu soprattutto nei kickoff return che fu maggiormente impiegato, arrivando a coprire 329 yard in 18 ritorni. L'anno seguente con 12 presenze di cui 2 da titolare arrivò ad accumulare 489 yard, che gli valsero il secondo posto in squadra, e 2 touchdown su corsa, 60 yard in ricezione ed altre 406 yard nei ritorni..
Nel 2012 infine, l'ultima stagione della sua carriera universitaria, migliorò ulteriormente i suoi numeri relativi alle corse con 635 yard e ben 8 touchdown messi a segno che sommati al touchdown messo a segno su ricezione fecero di lui il primatista di squadra per touchdown totali segnati in stagione. Viceversa fu meno impiegato nei kickoff return, nei quali arrivò ad accumulare appena 9 yard in un'occasione.

## Carriera professionistica

### Minnesota Vikings
Nonostante al Draft NFL 2013 non avesse ricevuto particolari attenzioni e fosse rimasto non selezionato, Randle aveva in seguito ricevuto proposte da ben 3 squadre della NFL (Miami Dolphins, Arizona Cardinals ed Atlanta Falcons) per giocarsi le sue chance tra training camp estivo e preseason, ma quando fu contattato anche dai Vikings non poté rifiutare l'occasione di poter giocare con Adrian Peterson. Il 26 agosto fu svincolato assieme ad altri 13 giocatori per poi essere reintegrato nella squadra di allenamento il 4 settembre, al posto del running back Joe Banyard. Il 10 settembre fu nuovamente svincolato dalla squadra d'allenamento dei Vikings per far posto a proprio a Banyard. Reinserito ancora una volta nella squadra di allenamento l'11 dicembre, Randle vi rimase sino al termine del Draft NFL 2014, quando fu svincolato per far posto ai rookie non selezionati nell'ambito del Draft (le limitazioni della NFL non permettono di avere più di 90 giocatori in squadra).

## Vittorie e premi
Nessuno